# Victor Mihalachi
Victor Mihalachi est un céiste roumain pratiquant la course en ligne.

## Palmarès

### Championnats du monde de canoë-kayak course en ligne
- 2010 à Poznań,  Pologne
  -  Médaille d'or en C-2 1000 m
  -  Médaille d'or en C-2 500 m

### Championnats d'Europe de canoë-kayak course en ligne
- 2010 à Trasona  Espagne
  -  Médaille d'or en C-2 500 m
  -  Médaille de bronze en C-2 1000 m